# 전후생성 사무차관댁 연속습격사건
전 후생성 사무차관댁 연속습격사건
장소 일본 사이타마현 사이타마시
동경도 나까노구
일시 2008년 11월 17일, 18일
사망자 야마구치 다케히코씨 부부
부상자 요시하라 켄지씨의 부인
범인 범행당시 46세 1962년 1월 26일틀:Infobox 事件・事故형사재판판결  사형 (미집행)
전후생성 사무차관댁 연속습격사건 은, 2008년 11월에 발생한 연속 살상 사건이다.

## 개요
2008년 11월 17일과 11월 18일에 전후생성(현： 후생노동성 ) 사무차관의 자택 이 습격되는 사건이 발생. 사망자 2명, 중상자 1명을 내는 사태가 발생하였다.
첫 사건부터 5일 후인 11월 22일 오후 9시 당시 46세 남자가 렌터카 로 경시청에 출두 해 자신이 후생사무차관을 살해했다고 진술했다. 11월 23일 오전 2시, 경시청은 남자가 렌터카에 피가 묻은 칼 2개를 포함한 범행시에 사용했다고 하는 물증을 소지하고 있었기에, 총도법 위반으로 우선 남자를 체포 했다.

## 사건

### 야마구치 다케히코씨 자택 습격 사건
2008년 11월 17일 저녁, 사이타마 현 사이타마시 미나미구  의 야마구치씨 자택이 습격을 받았다.  야마구치씨와 그의 아내가 흉기에 찔려 사망.
다음 11월 18일 오전 10시경, 자택 현관에서 야마구치씨 부부의 시신이 발견되었다. 야마구치씨 댁 앞거리에는 약 50미터에 걸쳐서 혈흔이 있는 발자국이 남아 있었다.

### 요시하라 켄지씨 댁 습격 사건
야마구치씨 부부가 살해된 다음날인 11월 18일 저녁, 도쿄도 나카노구의 요시하라씨 댁이 습격된다. 요시하라의 아내가 찔려, 중상을 입고 현관 밖에서 쓰러져 있던 것을 지나가던 행인에게 발견되어 보호되었다.
요시하라씨 본인은 외출 중이었기 때문에 습격당하지 않았지만, 이 사건에서는 현관 부근과 현관앞에만 혈흔이 있는 발자국이 존재하고 있던 야마구치씨 댁 습격 사건과 달리, 혈흔이 있는 발자국이 요시하라씨 댁 집안에도 존재했기 때문에 범인이 요시하라씨를 찾았을 가능성이 지적되었다.

## 영향
현역은 아니지만, 후생성 관료 톱이었던 2명의 자택이 연속하여 습격당했기 때문에, 세간에는 떨게하였다.  경찰은 후생성의 관료들을 노린 연속 테러를 시야에 두고 수사를 진행했다.
경찰은 제3의 범행이나 모방범을 막기 위해, 방지책을 발표. 후생노동성 현역 간부 뿐만이 아니라, 후생노동사무차관 (구후생성 사무차관) 경험자나, 사회보험청 장관 경험자의 자택 경비 와, 후생 노동성 청사의 경비 태세를 강화해, 청사 현관에는 경비원 을 늘리고, 방문자에게는 금속 탐지기에 의한 검사를 실시. 또 후생노동성도 간부의 출퇴근을 대중교통수단에서 전용차로 바꾸는등의 조치를 취했다. 나중에, 범인이 개인 주소가 실려 있는 명부로 주소를 찾았다고 진술함에 따라, 공무원 직원명부를 소장하는 도서관에서 열람 제한이 걸리는 경우가 많아졌다.
언론 등도 이 사건을 크게 보도하고, 2007년에 연금기록문제가 발각되는 등 연금행정에서 국민으로부터 불신이 있었던 것과 습격된 두 명의 전후생사무차관이 1985년 연금개정에 있어서, 연금국장(요시하라 켄지씨), 연금 과장(야마구치 다케히코씨)로서 종사하고 있던 공통점 등으로부터, 「연금 테러」 라고 크게 보도되었다.
경찰은 수사원 을 300명으로 늘려 현장 주변의 중점적인 수사와 유류품 수색을 시작함과 동시에 사상적 배경에서 후생행정을 담당한 두 사람을 노린 범행으로 우익단체 나 신좌익, 과격종교단체 등에 의한 범행도 시야에 넣어 경시청 공안부도 수사를 시작했다. 그러나 사상범이라면 일반적인 범행 성명이 나오지 않았던 것 등으로부터, 범행동기가 명확하지 않았고, 과거의 사상범과 다른 양상이 전개되었다.
그 후, 의식을 회복한 요시하라씨의 아내의 증언으로부터, 범인이 모자를 쓰고 작업복을 입고 있었던 것, 몸이 안보일 정도의 큰 택배 상자를 안고 택배 업자로 가장하고, 현관의 문을 열게하여  그 순간에 칼로 공격한 것이 파악되었지만,  모자와 택배상자 때문에 범인의 얼굴은 기억하지 못했다. 또, 야마구치 다케히코씨 댁 습격 사건에서도 현관에 야마구치씨의 도장이 있었던 것으로 보아 법인이 택배 업자로 가장했을 가능성이 지적되었다.

## 범인의 출두와 체포
첫 사건으로부터 5일 후인 11월 22일에 실행범의 남자가 렌터카로 경시청에 출두해, 범행을 자공 11월 23일 오전 2시 경찰은 이 남자가 렌터카에 피가 묻은 2개를 포함한 칼 등 범행 시에 사용했다고 하는 물증을 들고 있었기 때문에 총도법 위반으로 남자를 체포했다.
남자는 출두 직전, 「전후생성 사무차관 댁 습격 사건에 대해. 이번의 결기는 연금 테러가 아니라, 34년전에 보건소에 기르던 개를 죽인 처벌이다.처음부터 도망칠 생각은 없기 때문에 지금부터 자수한다 '의 취지의 이메일을 신문사나 텔레비전국 등의 언론에 보냈기에  이것이 사실상의 범행 성명으로 여겨졌다.
구류중인 남자는 전 사무 차관의 주소에 대해서는 국회 도서관 등의 도서관에서 낡은 명부를 열람해 입수했다고 말하고 있다. 또 남자는 전후생 사무차관 4명과 전 사회보험청 장관 1명의 총 5명의 자택을 습격할 예정이었지만 요시하라씨 댁 습격 이후는 경비가 삼엄해졌기 때문에 단념했다고 말했다. 또, 택배로 가장했을 때, 발신인란에 「 일본 적십자사 」라고 기재하는 등의 의심을 피하기 위한 가장도 하고 있었다.
경찰은 남자의 렌트카와 집을 수색하여으나 복수범으로 보이는 증거는 나오지 않고, 단독범으로 추정하였다.
12월 4일, 남자가 흉기로서 경찰에 제출한 칼에 부착하고 있던 피가 피해자의 피와 DNA감정으로 일치했기 때문에, 살인과 살인 미수로 다시 체포 되었다.
2009년 3월 26일, 범인을 상기의 살인죄 와 살인 미수죄와 총도법 위반죄로 기소. 게다가  전 사회 보험청 장관으로 전 대법원 판사 의 요코오 가즈코 와 그 가족의 살해도 계획했다는 근거로 범인를 살인 예비죄 로 추가 기소했다.  공판 에서는 피고인은 살해를 계획한 이유로 대법원 재판관 국민심사에서 파면을 피하고자  2008년 9월에 자진사퇴를 했다고 주장. 피고인은 요시하라씨 부인을 덮친 다음날 11월 19일에 요코오택에 방문했지만 경비가 엄격했기 때문에 형사를 가장하고 침입하거나 방화 하는 것도 고려했지만, 단념 했다고 말했다.

## 재판
2009년 11월 26일에 첫 공판이 열렸다. 검찰 로부터 피고인의 PC의 이력에 존재한 위키피디아 일본어판의 기사 「후생 사무 차관 」, 「 요코오 카즈코 」의 페이지에의 쇼트 컷이나 렌터카 회사 등을 아래 조사한 폴더 등이 범행 준비의 증거 로 제시되었다. 또, 공술조서에서는 1995년의 지하철 사린 사건이나 2008년 6월의 아키하바라 거리 무차별 살상사건에 대해서, 「원한이 있는 놈만을 노리는 것을 좋지만, 일반인의 생명을 노리는 것은 용서할 수 없다」, 「 상대가 조직인지 개인인지를 생각하고 조직이라면 하단을 노려도 의미가 없다"고 독자적인 살해 논리를 전개하고 있었다 . 후생 사무 차관의 가족도 노린 것에 대해서는, 당초는 고민하고  있었지만, 야마다 요행 사건에서 모리야 타케마사 전 방위 사무 차관 의 아내가 체포후에 불기소처분을 받은것 을 보고, 몬스터의 가족도 몬스터다라고 정당화해서 후생성 간부 가족의 살해를 생각하게 되었다고 했다.
피고인은 기소 사실을 대부분  인정한 후, "야마구치씨의 가족을 타겟으로 하고 있지 않았다로 정정을 요구, 또한 요시하라씨의 아내는 저항했다고 기술되어 있으나, 저항이 아니라 살려달라고 애원했다고 했다. 또한 전 사회 보험청 장관의 가족을 타겟으로 해 살해 기회를 엿보고 있었다고 하나 이는 사실은 아니다”라고 했다. 요시하라씨 부인 살인 미수에 대해서는, 「살려달라고 애걸하는 것이 프라이드가 높은 전차관의 아내로서 부자연스럽다고 생각해, 가정부일수도 있다고 생각하여 살해를 하지 않았다고 말했다. 또 애견을 살해한 후생성 간부는 몬스터이고 살해를 하는 것은 정당하다”라고 무죄를 주장했다.
2010년 3월 30일 사이타마 지방재판소 에서 판결 공판이 행해졌고, "범행은 잔학으로 사회에 큰 충격을 준 형사 책임은 매우 무겁다"며 구형대로 사형 판결 이 내려졌다. 피고인의 책임능력(망상성장애)이 문제시되고 있었지만 사이타마 지방재판소는 책임능력이 있었다고 지적했다. 이에 "피고인이 택배로 변장하는 등 범행은 계획적" "갱생은 기대할 수 없다"고 했다. 피고인은 판결을 불복으로 당일 항소 했다. 2011년 12월 26일, 도쿄 고등재판소 는 사형 판결을 지지하고 항소를 기각 했다. 판결 이유로 "피고인이 주장하는 '애견의 처벌'이라는 동기는 특별한 비약없이 이해할 수 있다"고 하는 한편 "피고인의 동기는 동물의 살처분에 한정되지 않고, 국가행정에 대한 분노나 불만으로부터 전 관료들에 대한 살의를 가진 것에 있다.피고인이 주장하는 동기인 「애견의 살처분」에 대해서는, 공판으로 무죄를 주장하는 구실로 각색한 혐의가 강하게 있다며 적절하지 않다”고 했다. 피고인은 판결을 불복으로 상고 했다.
2014년 6월 13일 대법원 제2 소법정은 1심·2심 사형 판결을 지지해 피고인의 상고를 기각했다. 이것에 의해 사형 판결이 확정되었다.
2017년 (2017년) 9월 22일 현재, 사형수 로서 도쿄 구치소에 수감되고 있다.
1. ↑  “元厚生次官宅を連続襲撃 計3人死傷、連続テロか - 元厚生次官宅連続襲撃”. 朝日新聞社. 2008年11月18日. 2020년 10월 20일에 확인함. 다음 글자 무시됨: ‘和書’ (도움말);
2. ↑  元厚生次官夫婦が自宅玄関で死亡　血流し、殺人の可能性も 47NEWS 2008年11月18日
3. ↑  元厚生次官の妻刺される　さいたまとの連続テロか 47NEWS 2008年11月19日
4. ↑  「気付いたらいなかった」　犯人、吉原さんを捜し回る？ 47NEWS 2008年11月22日
5. ↑  職員録等の利用制限に関する記事 レファレンス協同データベース 2018年12月7日
6. ↑  内外タイムス 2008年11月22日
7. ↑  元厚生次官狙い連続テロか　東京でも妻刺され重傷 47NEWS 2008年11月19日
8. ↑  「事務次官殺した」と男出頭　銃刀法違反容疑で逮捕へ 47NEWS 2008年11月23日
9. ↑  「年金テロではない」とメール　容疑者か、TBSに 47NEWS 2008年11月23日
10. ↑  K容疑者を再逮捕　元厚生次官ら３人連続殺傷 47NEWS 2008年12月4日
11. ↑  元次官ら殺傷、K容疑者を起訴　元社保庁長官殺害計画でも 47NEWS 2009年3月26日
12. ↑  実際には、横尾は2003年時点で一度国民審査を受けており、その後10年間は国民審査を受けることはなく、また、国民審査から10年後は最高裁判事の定年を超えているため、現行法では次回の国民審査時に在職していても横尾が二度目の国民審査を受けることはない。
13. ↑  K被告、大筋認めるも無罪主張　元厚生次官ら連続殺傷事件 47NEWS 2009年11月26日
14. ↑  当時、記事「事務次官等の一覧」には厚生事務次官の一覧が掲載されていた。2011年現在は記事分割済み。
15. ↑  【元厚生次官ら連続殺傷 初公判（11完）】「狙うならピンポイント」地下鉄サリンに触れ奇妙な論理（16:00〜16:15） 産経新聞 2010年2月10日
16. ↑  元次官ら殺傷のK被告に死刑　「更生可能性なし」 47NEWS 2010年3月30日
17. ↑  K被告に二審も死刑　元次官ら連続殺傷事件 47NEWS 2011年12月26日
18. ↑  “元次官ら殺傷、死刑確定へ　最高裁が上告棄却”. 《共同通信》. 2014년 6월 13일. 2014년 6월 19일에 원본 문서에서 보존된 문서. 2014년 6월 13일에 확인함.
19. ↑  インパクト出版会 2017, 205
20. ↑  インパクト出版会 2017, 202